# Сан-Висенте (Сальвадор)
Сан-Висенте (исп. San Vicente) — город в Сальвадоре, административный центр одноимённого департамента.

## История
Был основан в 1626 году испанцами. В 1936 году получил статус города.

## Географическое положение
Центр города располагается на высоте 573 м над уровнем моря.

## Известные уроженцы и жители
- Хосе Кастельянос — военный и дипломат, в сотрудничестве с Дьёрдем Мандлом спасший жизнь более 25 тысяч евреев во время Холокоста

## Экономика
Жители города заняты в сфере услуг и выращиваем сельскохозяйственной продукции.

## Демография
Население города по годам:
| 1992   | 2000   | 2012   |
| ------ | ------ | ------ |
| 29 455 | 34 300 | 41 508 |